# Rio Pinhal
 (novembre 2013).
Si vous disposez d'ouvrages ou d'articles de référence ou si vous connaissez des sites web de qualité traitant du thème abordé ici, merci de compléter l'article en donnant les références utiles à sa vérifiabilité et en les liant à la section « Notes et références ».
Le rio Pinhal est un cours d'eau brésilien de l'État du Rio Grande do Sul. C'est un affluent de la rive droite du rio Caí.